# Epitranus stantoni
Epitranus stantoni är en stekelart som först beskrevs av William Harris Ashmead 1904.  Epitranus stantoni ingår i släktet Epitranus och familjen bredlårsteklar. Inga underarter finns listade i Catalogue of Life.